# Hong-Ou-Mandel-Effekt
Als Hong-Ou-Mandel-Effekt (oft kurz HOM-Effekt) bezeichnet man die quantenmechanische Interferenz zweier Photonen. Er ist nach seinen Entdeckern C. K. Hong, Zhe-Yu Ou und Leonard Mandel (1987) benannt.
Der Effekt tritt auf, wenn zwei ununterscheidbare Photonen auf je einen Eingang eines 50:50-Strahlteilers treffen. Experimentell beobachtet man hierbei, dass die Photonen immer paarweise an einem der beiden Ausgänge anzutreffen sind. Der Fall, dass in beiden Ausgängen je ein Photon zu finden ist, tritt nicht auf.

## Quantenmechanische Beschreibung

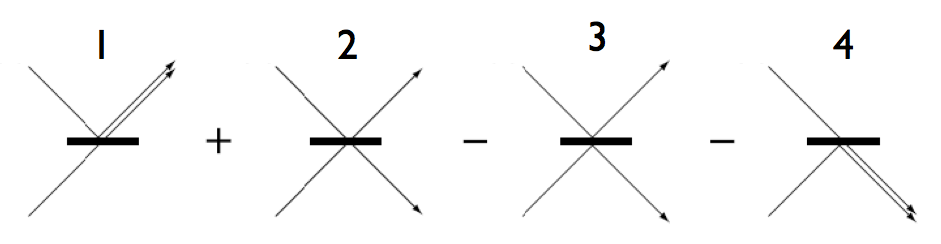
Die vier Möglichkeiten für zwei Photonen an einem Strahlteiler.

Der HOM-Effekt ist ein nicht-klassischer Effekt und kann nur im Rahmen der Quantenmechanik verstanden werden. Der Zustand des Systems nach der Interferenz ergibt sich aus der Überlagerung aller möglichen Wege, die die Photonen durch den Strahlteiler nehmen können. Diese vier Möglichkeiten sind in der Abbildung gezeigt. Bei den Fällen 1 und 4 wird je ein Photon transmittiert, während das andere reflektiert wird. Bei den Fällen 2 und 3 werden je beide Photonen transmittiert bzw. reflektiert. Bei identischen Teilchen sind nun die Prozesse 2 und 3 nicht voneinander zu unterscheiden (es kann nur der Endzustand beobachtet werden und der ist in beiden Fällen gleich). Darüber hinaus sind die Wahrscheinlichkeitsamplituden der beiden Wege bis auf das Vorzeichen gleich. Sie interferieren daher destruktiv und nur die Fälle 1 und 4 können auftreten. Das Zustandekommen der Vorzeichen kann man anschaulich mithilfe des aus der klassischen Physik bekannten Phasensprungs um 180° bei der Reflexion am dichteren Medium erklären.

### Strahlteiler-Transformation
In der Quantenmechanik wird Licht nicht mehr durch die klassischen elektrischen Feldamplituden, sondern durch Erzeugungs- und Vernichtungsoperatoren beschrieben. Die Kopplung der Moden an den beiden Eingängen {\displaystyle a} und {\displaystyle b} zu den Ausgangsmoden {\displaystyle a'} und {\displaystyle b'} durch den Strahlteiler wird durch den unitären Operator
{\displaystyle U=\operatorname {e} ^{{\frac {1}{2}}\theta (a^{\dagger }b-ab^{\dagger })}}
der für dieses Problem die Rolle des Zeitentwicklungsoperators übernimmt. Der „Drehwinkel“ {\displaystyle \theta } beschreibt hierbei das Teilungsverhältnis des Strahlteilers. Für den im Folgenden angenommenen 50:50-Strahlteiler ist {\displaystyle \theta =\pi /2}.
Im Heisenberg-Bild verändern sich die Operatoren gemäß
{\displaystyle a\mapsto a'=U^{\dagger }a\,U={\frac {a+b}{\sqrt {2}}}\,,\qquad b\mapsto b'=U^{\dagger }b\,U={\frac {a-b}{\sqrt {2}}}}
was der Beschreibung durch die klassische Elektrodynamik entspricht. Die eigentlich komplexen Amplituden für Reflexion und Transmission sind in diesem Beispiel alle reell mit Betrag {\displaystyle 1/{\sqrt {2}}} – im Quadrat ergibt sich eine 50 % Reflektivität. (Mit der Kombination {\displaystyle {\rm {e}}^{i\varphi }a^{\dagger }b-{\rm {e}}^{-i\varphi }ab^{\dagger }} im Exponenten des Operators {\displaystyle U} entstehen zusätzliche Phasenfaktoren, die die Hong-Ou-Mandel-Interferenz aber nicht beeinflussen.)
Im Schrödinger-Bild ergibt sich dann der Ausgangszustand durch Multiplikation des Entwicklungsoperators mit dem Eingangszustand. Der Eingangszustand wird durch den Ket {\displaystyle |1,1\rangle } dargestellt, der beschreibt, dass je ein Photon an einem Eingang des Strahlteilers vorhanden ist.
{\displaystyle U|1,1\rangle ={\frac {1}{2}}\left(a^{\dagger }a^{\dagger }+a^{\dagger }b^{\dagger }-b^{\dagger }a^{\dagger }-b^{\dagger }b^{\dagger }\right)|0,0\rangle ={\frac {1}{\sqrt {2}}}\left(|2,0\rangle -|0,2\rangle \right)}
Die vier Terme in der Gleichung entsprechen hierbei genau den vier in der Abbildung dargestellten Möglichkeiten für die Photonen durch den Strahlteiler zu fliegen. Für Photonen (Bosonen) vertauschen die Operatoren {\displaystyle a} und {\displaystyle b}, sodass sich die Terme proportional zu {\displaystyle a^{\dagger }b^{\dagger }} und {\displaystyle b^{\dagger }a^{\dagger }} wegheben und im Endzustand nicht mehr auftauchen.
Für Fermionen anti-kommutieren {\displaystyle a} und {\displaystyle b}, sodass sich genau umgekehrt der Endzustand {\displaystyle |1,1\rangle } ergibt.

## Experimentelle Beobachtung
Um den Hong-Ou-Mandel-Effekt nachzuweisen, beobachtet man die Ausgänge des Strahlteilers mit Photomultipliern und führt eine Koinzidenzmessung durch. Das Nicht-Auftreten zeitlicher Koinzidenzen zwischen den Detektoren weist nach, dass die Photonen den Strahlteiler immer gemeinsam am gleichen Ausgang verlassen.

## Anwendung
Der HOM-Effekt kann verwendet werden, um verschränkte Photonpaare zu erzeugen und zu manipulieren, die in der Quantenkommunikation und bei Sicherheitsprotokollen sowie in der Quantenbildgebung eingesetzt werden.